# Ignacy Dembiński
Ignacy Dembiński herbu Nieczuja (ur. 1753 w Krakowie, zm. tamże w 1799) – chorąży krakowski w latach 1785-1799, cześnik krakowski w latach 1784-1785, łowczy krakowski w latach 1780-1784, szambelan królewski w 1777 roku.

## Życiorys
Syn Arnolfa Stefana i Kunegundy Aksak, herbu Aksak. Ojciec Henryka Dembińskiego – uczestnika powstania listopadowego.
Poseł na sejm 1778 roku z województwa krakowskiego. W roku 1778 był szambelanem Stanisława Augusta, w 1784 – łowczym, zaś rok później – chorążym krakowskim. Poseł z województwa krakowskiego na sejm 1784 roku. Był komisarzem Sejmu Czteroletniego z powiatu krakowskiego województwa krakowskiego do szacowania intrat dóbr ziemskich w 1789 roku. W 1790 roku posłował na Sejm Czteroletni z województwa krakowskiego, gdzie opowiadał się za Konstytucją 3 Maja. W 1790 roku był członkiem Komisji Porządkowej Cywilno-Wojskowej województwa krakowskiego dla powiatów proszowskiego i krakowskiego.
29 kwietnia 1791 roku przyjął obywatelstwo miejskie w ratuszu Starej Warszawy. 2 maja 1791 roku podpisał asekurację, w której zobowiązał się do popierania projektu Ustawy Rządowej. Członek Zgromadzenia Przyjaciół Konstytucji Rządowej, w czasie insurekcji kościuszkowskiej zasiadał w Komisji Porządkowej Województwa Krakowskiego.
Ignacy Dembiński był między innymi dziedzicem majątku ziemskiego Góry, gdzie znajdowała się siedziba rodowa Dembińskich.
W ścianę kościoła w Sędziejowicach, których był właścicielem, po jego śmierci wmurowano tablice marmurową o treści, cyt. "Ignacy Dembiński kawaler orderu Orła Białego dziedzic tutejszy umarł 20 lipca R-u 1799."
Gdy po insurekcji kościuszkowskiej caryca Katarzyna skazała go na wygnanie na Syberię, zbiegł z rodziną do Galicji.